# Georges Levet
Jean Georges Angèle Levet dit Georges Levet est un homme politique français né le 13 avril 1834 à Montbrison (Loire) et décédé le 25 juillet 1911 à Montbrison.
Il fut maire de Montbrison, membre du Conseil général de la Loire et député de la Loire.

## Biographie
Fils de Nicolas Levet, député de la Loire, et de Jeanne Marie Henria Demasles, Jean Georges Angèle Levet nait le 13 avril 1834 à Montbrison, boulevard de la Caserne.
Il entre à l'École polytechnique, 92e au concours de Paris, en 1853. Passé à la 1re division en 1854, 98e sur une liste de 106 élèves, il est déclaré admissible dans les services publics en 1855, mais sort de l'école non classé n'ayant pu obtenir un service de son choix.
Il intègre alors l'École Nationale Supérieure des Mines de Paris dont il sort diplômé Ingénieur civil des Mines.
Il épouse le 31 août 1858 à Ambert, Anne Marie Julie Pauline Lavigne, fille d'Étienne Jacques Marie Lavigne et de Marie Louise Antoinette Demasles, avec laquelle il a Henri Jean Marie Étienne.
Il semble que son mariage ait joué un rôle très important dans sa future carrière politique. En effet, au-delà de la fortune que lui confère cette union, cette dernière le fait entrer dans une famille ancrée dans une tradition républicaine, en rupture avec la tradition orléaniste de sa propre famille. Les idées politiques de la belle-famille ainsi que sa formation à l'École Polytechnique font de lui, dès le Second Empire, un Républicain convaincu.

## Mandat de Maire de Montbrison
Il est élu maire de Montbrison, le 24 juin 1876.
À la suite de son élection dans la première circonscription de Montbrison, le 6 avril 1879, il démissionne de ses fonctions de maire, laissant place à son adjoint, Claude Antoine Pierre Alfred Avril, nommé maire par décret présidentiel en date du 15 septembre 1879.
Ayant recueilli la majorité absolue des votes du conseil municipal de Montbrison, en sa séance du 29 avril 1882, il est proclamé maire, par 15 voix sur 22 votants, contre messieurs Dupuy crédité de 4 voix, Périer, de 2 voix, et Castan, d'une seule voix, et assure donc un second mandat.

## Mandat de Conseiller général de la Loire
En sa qualité de membre du Conseil général de la Loire, il œuvre notamment pour la reconnaissance légale des chambres syndicales ouvrières (1880)

## Mandat de Député de la Loire
Il est député de la Loire de 1879 à 1910, inscrit au groupe de l'Union républicaine, puis à la Gauche radicale à partir de 1889.

### IIeLégislature (1879-1881)
Colonel des mobilisés de la Loire pendant la guerre franco-allemande, maire de Montbrison, conseiller général de la Loire et vice-président du conseil général, il se porte candidat, seul républicain désigné en réunion publique du 15 mars 1879, à l'élection législative partielle du 6 avril suivant, organisée dans la première circonscription de Montbrison, pour la nomination d'un député en remplacement de Jean Baptiste Chavassieu nommé Sénateur, et fut élu par 7 551 voix sur 8 477 votants pour 17 884 inscrits, contre 621 à Martin Bernard.
Membre de l'Union Républicaine et partisan de la politique opportuniste, il soutient la politique du gouvernement.
Il fait partie du 5e bureau de la commission chargée de l'examen du projet de loi portant règlement définitif du budget de l'exercice 1875, ainsi que de la 22e commission d'initiative parlementaire.
Au cours de cette législature, il se prononce contre la proposition de la commission, à l'article 9 du projet de loi sur la réforme judiciaire, relative à la proportionnalité des retraites des magistrats (1880). Il propose, avec soixante-dix autres députés, un amendement consistant en l'abrogation du dernier paragraphe de l'article 7 de la loi du 4 septembre 1871 portant augmentation des impôts et disposant que le papier timbré employé à l'impression des journaux et autres publications périodiques assujettis au cautionnement soit, en outre, soumis à un droit de 20 francs par 100 kilogrammes.
Soumis au vote, cet amendement est rejeté par 261 voix contre 140.
Il soutient également un amendement demandant la suppression de l'ambassade de France près le Saint-Siège et de l'Auditeur de la Rote romaine (1880), un projet de résolution tendant à la nomination d'une commission d'enquête sur le phylloxera (1880) ainsi qu'une proposition de loi ayant pour objet la représentation de la Cochinchine à la Chambre des députés (1881).

### IIIeLégislature (1881-1885)
Il est réélu au premier tour dans la première circonscription de Montbrison aux élections législatives du 21 août 1881, par 7 469 voix sur 11 897 votants pour 18 205 inscrits, contre 4 415 à monsieur du Chevelard, monarchiste.
Inscrit au groupe de l'Union Républicaine, il soutient de ses votes les cabinets Gambetta et Ferry. Membre de la Commission de l'Armée, il œuvre en faveur de la loi sur la liberté de fabrication des armes de guerre, défend le service militaire de trois ans et appuie l'abolition du volontariat. Il se prononce par ailleurs contre la séparation de l'église et de l'état, et en faveur des crédits du Tonkin.
Il est rapporteur du projet de loi ayant pour objet la déclaration d'utilité publique d'un chemin de fer d'intérêt local, à crémaillère, à construire sur le territoire de la commune de La Turbie, dans la dernière année de son mandat.

### IVeLégislature (1885-1889)
Il est élu député de la Loire au 2e tour de scrutin des élections législatives de 1885 le 2e sur 9, par 65 091 voix sur 116 857 votants pour 151 072 inscrits.
Au sortir de ces élections, il signe, avec les huit autres députés républicains élus : messieurs Reymond, Audiffred, Crozet-Fourneyron, Duché, Férréol Reuillet, Bourganel, Laur et Imbert, des remerciements, repris notamment dans l'édition du 25 octobre 1885 du Journal de Montbrison et du département de la Loire, et ainsi rédigés : 
'Chers concitoyens,
Vous venez d'affirmer une fois de plus votre profond attachement à nos institutions républicaines. Malgré des efforts immenses et l'emploi des moyens des plus déloyaux, la coalition des partis monarchiques a été de nouveau vaincue par votre clairvoyance, votre discipline et par l'esprit d'union et d'abnégation que vous avez toujours au service de la République menacée. Vous nous avez confié le mandat de porter à la Chambre des députés le même esprit de sagesse et de concorde, la même énergie dans la défense de la République et dans la réalisation des réformes réclamées par l'intérêt du pays. Nous vous remercions de la confiance que vous mise en nous. Nous remercions tous ceux qui, pendant cette longue lutte, nous ont prêté leur concours actif, intelligent, désintéressé. Nous remercions les journalistes républicains qui sont restés calmes et dignes en face d'adversaires oubliant toute mesure. Pour nous, tous nos efforts tendront à conserver la confiance que vous nous avez témoignée.
Vive la République !'
Toujours inscrit au groupe de l'Union Républicaine, il soutient par ses votes les ministères Rouvier et Tirard. Il prend ainsi position pour l'expulsion des Princes, pour le rétablissement du scrutin d'arrondissement, pour l'ajournement indéfini de la révision de la Constitution, pour les poursuites contre les trois députés membres de la Ligue des Patriotes, pour le projet de la Loi Lisbonne relatif à la liberté de la presse et pour les poursuites contre le général Boulanger.

### VeLégislature (1889-1893)
Candidat opportuniste sur la liste des Républicains aux élections législatives de 1889, il est réélu dès le premier tour de scrutin le 22 septembre par 2 231 voix sur 3 826 suffrages exprimés pour 5 284 inscrits, contre monsieur Bouchetal-Laroche, avocat, conseiller général de Saint-Bonnet-le-Château, candidat de l'Union Conservatrice, crédité de 1 570 voix.
À l'issue de ces élections, il fait paraître une lettre de remerciement adressée aux électeurs républicains de la première circonscription de Montbrison, publiée notamment dans l'édition du 29 septembre 1889 du Journal de Montbrison et du département de la Loire :
'Chers concitoyens,
Je suis profondément reconnaissant du nouveau témoignage de confiance que vous venez de me donner. Vous avez répondu aux injures et aux calomnies de nos adversaires en me donnant plus de 1 700 voix. Je vous en remercie. Comptez sur mon dévouement à la République et aux intérêts de notre cher pays.
Vive la France ! Vive la République !'
Il s'inscrit alors au groupe de la Gauche Radicale.

### VIeLégislature (1893-1898)
Il est réélu, sans concurrent, aux élections législatives du 20 août 1893, avec 8 138 voix sur 9 198 votants pour 19 694 inscrits, avec 10 496 abstentions.
Il demeure inscrit au groupe de la Gauche Radicale.
Ancien élève de l'École Polytechnique, il est, en 1894, rapporteur du projet de loi modifiant les limites d'âge d'admission des candidats à cette école.
En 1896, il soutient de son vote le cabinet Méline. Il vote en faveur de l'ensemble de la loi de proscription, troisième et dernier volet législatif des lois dites scélérates, le 26 juillet 1894, se prononce contre l'amendement Chauvière tendant à la suppression du budget des cultes (1896), contre la proposition Hubbard visant à la suppression de l'Ambassade de France auprès du Vatican (1896), et soutient, avec de nombreux autres députés, une proposition de loi tendant à l'abolition, à Madagascar, de l'esclavage et de la corvée ou fanampoana (1896).

### VIIeLégislature (1898-1902)
Il est réélu, sans concurrent, aux élections législatives du 8 mai 1898, avec 10 497 voix sur 11 403 votants pour 20 513 inscrits.
Il siège alors avec le groupe de la Gauche Radicale.
Il vote pour l'article unique du projet de loi du Gouvernement portant modification de l'article 445 du code d'instruction criminelle et de la proposition de loi de Monsieur Rose portant modification de l'article premier de la loi du 8 décembre 1897 relative à l'instruction préalable en matière de délits et de crimes, ayant pour objet la modification de la procédure de révision.

### VIIIeLégislature (1902-1906)
Mis en ballottage au premier tour du scrutin des élections législatives le 27 avril 1902 avec 4 834 voix sur 16 792 votants pour 20 935 inscrits, contre Messieurs Jordan, crédité de 7 216 voix, Robert, 4 586 voix, Brunel, 74 voix, et Rivière, 1 voix, il est élu au second tour, le 11 mai suivant, avec 9 348 votes sur 17 188 suffrages exprimés, contre 7 767 voix en faveur de son adversaire, Monsieur Jordan.
Sorti victorieux de ces élections, il fait paraître une lettre de remerciement à l'attention de ses électeurs, reprise notamment dans l'édition du 18 mai 1902 du Journal de Montbrison et du département de la Loire, ainsi rédigée :
'Chers concitoyens, 
Je remercie la majorité républicaine qui, au scrutin du 11 mai, m'a donné, pour la sixième fois, le mandat de représenter au Parlement la première circonscription de l'arrondissement de Montbrison.
Une telle marque de confiance rend facile l'oubli des attaques contre moi, depuis plusieurs semaines, et dont la violence n'a pas ébranlé l'estime de mes concitoyens. Je ne me souviendrai que de l'engagement que j'ai pris de défendre, comme par le passé, les intérêts et les droits égaux de tous les habitants de la circonscription à la sollicitude des Pouvoirs publics, à la Justice et à la Liberté.
Aux électeurs qui m'ont jugé digne de tenir le drapeau de la République, je dirai que je veillerai sans cesse à ce qu'aucune atteinte ne soit portée contre les deux dangers qui seuls pourraient les menacer et dont l'un nait souvent de la crainte de l'autre, la réaction et la révolution.
Aux ouvriers des campagnes et des villes qui sont venus en masse apporter à mon élection le concours de leur vote, je puis dire que je placerai toujours au premier rang de mes préoccupations - car l'attente contre les déshérités de la fortune s'aigrit souvent de la souffrance et de la misère - l'étude de leurs revendications, des mesures qui peuvent contribuer à encourager l'ordre et l'épargne, à mettre la vieillesse à l'abri du besoin, à rendre le labeur moins dur et moins dangereux, à maintenir et à sceller l'union du capital et du travail, à répondre à cette nécessité, chaque jour plus pressante, d'apporter dans les relations sociales, plus de confiance, plus de justice et plus d'humanité.
Les agriculteurs sont certains que j'appellerai de tous mes efforts la réalisation des projets qui tendront à diminuer leurs charges et à procurer les enseignements et les encouragements si utiles au progrès de la culture et de l'élevage.
Toutes les propositions d'intérêt général qui auront pour objet la prospérité nationale, qui auront pour but d'assurer la sécurité et la grandeur de la patrie et de la République trouveront un défenseur convaincu dans votre député. Il saura se montrer digne de la longue confiance qui l'honore et se tenir à la hauteur des devoirs qu'elle lui impose.
Vive la France ! Vive la République !'
Il est inscrit au groupe de la Gauche Radicale.
Pourtant favorable au concordat dans les premières heures de son mandat de député, il se prononce, sans grande conviction, en faveur de la loi de séparation des Églises et de l'État, lors du vote du projet en Chambre des Députés, le 3 juillet 1905, qui recueille 341 voix contre 233.
Cette position lui fait perdre le soutien d'une partie de l'électorat catholique, comme en témoignent les mots utilisés pour le décrire, par La Semaine religieuse du diocèse de Lyon, à l'annonce de ses funérailles, le 28 juillet 1911, l'église Notre-Dame, qualifié d'homme excellent, bon et serviable mais, au point de vue politique, un faible, un irrésolu, ce qui pourrait expliquer ses derniers votes malheureux dont les conséquences, à peine entrevues, l'avaient jeté dans la surprise et dans la peine. Aussi avait-il formellement demandé qu'aucun discours ne fut prononcé sur sa tombe. En effet, ce vote semble le hanter puisque, quelque temps avant sa mort, sentant sans doute venir sa fin prochaine, il rédige, les 5 mars et 18 juillet 1911, une lettre dont il confie le soin à l'archiprêtre de Notre-Dame de la faire publier. Ces mots, aux allures de confession, sont notamment repris dans le même périodique, à l'annonce de son décès :
Monsieur le Curé,
Permettez-moi de vous assurer et de vous dire que si j'ai voté la séparation de l'Église et de l'État, ce n'est point par hostilité pour la religion catholique. Je ne suis pas irréligieux puisque j'ai toujours fait enterrer religieusement mes parents et, dernièrement, mon cher fils.
J'ai voté la séparation croyant que les catholiques avaient tout à gagner à cette mesure qui me semblait devoir leur donner l'indépendance et leur assurer une existence plus digne. Mais je regrette le mal qui a pu s'en suivre.
Je ne suis ni libre-penseur, ni franc-maçon. J'appartiens à la religion catholique.

### IXeLégislature (1906-1910)
Il est réélu dès le premier tour de scrutin, aux élections législatives du 6 mai 1906, avec 9 020 voix sur 17 545 votants pour 21 663 inscrits, contre 8 438 en faveur de son adversaire, Claude Chialvo, Maire de Montbrison, Conseiller d'arrondissement, Président de la Chambre des Notaires et Chevalier de la Légion d'Honneur.
Monsieur Chialvo adresse alors une dépêche de protestation contre son élection au Président de la Chambre des Députés, en date du 9 mai suivant, sans y adjoindre aucune pièce, ni même protestation régulière. Si bien que le 5e bureau de la Chambre des députés considère cette protestation comme non fondée et, après un nouveau calcul des votes exposé devant la Chambre, en sa séance du 5 juin 1906, savoir :
* électeurs inscrits : 21 593 dont le 1/4 : 5 399
* nombre de votants : 17 544
* bulletins blancs et nuls à déduire : 70
* suffrages exprimés : 17 474 dont la majorité absolue : 8 738
* en faveur de Monsieur Levet : 9 019 voix dont il y avait lieu de retrancher 15 bulletins en sus de l'émergent, soit 9 004 voix
* en faveur de Monsieur Chialvo : 8 443 voix
propose la validation de l'élection de monsieur Levet, ce dernier ayant obtenu la majorité des suffrages exprimés, supérieure au quart du chiffre des électeurs inscrits.
Il demeure inscrit au groupe de la Gauche Radicale.
Il se prononce, en décembre 1906, en faveur du renvoi anticipé de la classe 1903, ayant accompli deux ans de présence sous les drapeaux.
Souffrant d'une maladie de cœur, anéanti par le décès prématuré de son fils unique et vraisemblablement conscient de l'érosion lente de son électorat, 
il ne se représente pas aux élections législatives de 1910.

## Sources
- « Georges Levet », dans Adolphe Robert et Gaston Cougny, Dictionnaire des parlementaires français, Edgar Bourloton, 1889-1891 [détail de l’édition]
- « Georges Levet », dans le Dictionnaire des parlementaires français (1889-1940), sous la direction de Jean Jolly, PUF, 1960 [détail de l’édition]
- Archives départementales de la Loire
- Archives départementales du Puy-de-Dôme
- Bibliothèque Centrale École Polytechnique détail
- 'Journal de Montbrison et du département de la Loire' - éditions des 6 avril 1879, 13 avril 1879, 21 septembre 1879, 7 mai 1882, 25 octobre 1885, 29 septembre 1889, 27 août 1893, 15 mai 1898, 4 mai 1902, 18 mai 1902, 14 mai 1906
- Journal 'Le Gaulois' - édition du 22 août 1881
- Journal 'Le Figaro' - édition du 10 décembre 1906
- Journal 'La Justice' - édition du 11 décembre 1906
- Journal 'La Semaine religieuse du diocèse de Lyon'
- 'Impressions : projets de loi, propositions, rapports etc' de la Chambre des députés - édition de 1880 et 1881